# Єфименко Костянтин Олексійович
Костянти́н Олексі́йович Єфи́менко (нар. 26 червня 1975, Біла Церква, Київська область, Українська РСР) — український підприємець і промисловець, Міністр транспорту і зв'язку України (2010), перший заступник Міністра інфраструктури України (2010—2014). Президент хокейного клубу «Білий Барс» (Біла Церква).

## Біографія
Народився 26 червня 1975 року у місті Біла Церква Київської області.
Закінчив Білоцерківську школу № 13 (1992). У 1997 здобув диплом з відзнакою за спеціальністю «Облік та аудит» економічного факультету Київського національного університету імені Тараса Шевченка.
Одружений, разом із дружиною виховують двох доньок та сина.

## Політична діяльність
У 2008—2009 роках був депутатом Київської обласної ради, членом фракції Блоку Юлії Тимошенко. Також був членом виконавчого комітету Білоцерківської міської ради.
З 11 березня до 9 грудня 2010 року — Міністр транспорту і зв'язку України. Після реорганізації міністерства обіймав посаду першого заступника Міністра інфраструктури України, від 23 грудня 2010 до 15 квітня 2014 року.
У 2015 році Костянтин Єфименко балотувався на пост міського голови міста Біла Церква, поступившись у другому турі з результатом у 39,3 % голосів Геннадію Дикому.
Член Ради з питань підтримки підприємництва — консультативно-дорадчого органу при Президентові України (з 27 червня 2025).

## Професійна та підприємницька діяльність

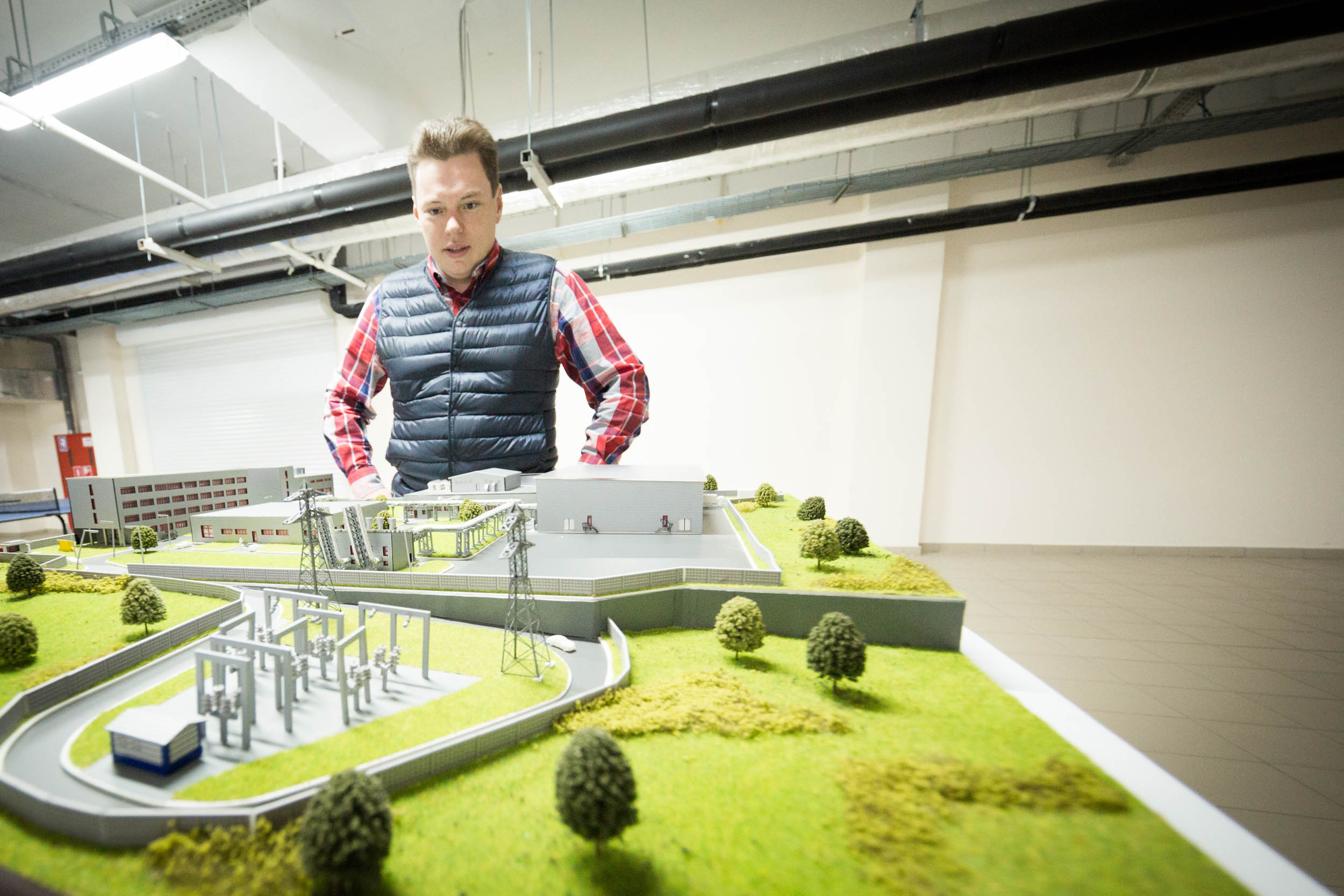
Макет НВК «Біофарма». 2017

1995—1996 — експерт відділу аналітики страхової компанії «Вексель».
1997—1998 — головний бухгалтер; начальник відділу страхових і фінансових операцій; заступник голови правління страхової компанії ВАТ «Укргазпромполіс».
1998—2002 — голова правління страхової компанії ВАТ «Укргазпромполіс».
2002—2008 — заступник генерального директора з питань економіки; директор з науково-технічної діяльності; директор з економіки та облікової політики ДК «Укртрансгаз» НАК «Нафтогаз України».
2008—2009 — голова наглядової ради ВАТ «Біофарма».
2009—2010 — директор ДК «Укртрансгаз» НАК «Нафтогаз України».
З 2014 — президент фармацевтичної компанії «Біофарма».
З 2014 — голова Ради директорів групи компаній Tribo.
З 2017 — CEO компанії «Біофарма».

### Біофарма
З 2014 року Костянтин Єфименко є президентом фармацевтичної компанії «Біофарма». Компанія входить до десятки найбільших українських виробників галузі.

### Трібо
Костянтин Єфименко є також головою ради директорів групи компаній «Трібо», що спеціалізується на виробництві гальмівних систем та фрикційних матеріалів.[ангажоване джерело]
«Трібо» є офіційним постачальником оригінальних запчастин на заводи МАЗ, КрАЗ та БелАЗ. Дочірня компанія «Tribo Rail» постачає продукцію на європейські ринки та співпрацює з Siemens, Bombardier, Alston та іншими відомими виробниками у сфері залізничної техніки.

## Громадська та благодійна діяльність
У 2011 році у місті Біла Церква засновано Благодійний фонд Костянтина Єфименка, який реалізовує та підтримує соціально-культурні, освітні, оздоровчі, історико-археологічні, туристичні та інші проєкти, пов'язані з життям міста.[ангажоване джерело]
У 2011—2013 роках після проведення розкопок та початку музеєфікації фундаменту на Замковій горі Білої Церкви, було відроджено Свято-Георгіївський храм. У 2015 році встановлено його підсвічування.[ангажоване джерело]
Фонд Костянтина Єфименка фінансує роботу тренерів на Льодовій арені «Білий Барс» Білоцерківської ДЮСШ «Зміна».